# 金源鎮
金 源鎮（キム・ウォンジン、朝: 김원진、英: Kim Won-Jin、 1992年5月1日 - ）は、大韓民国の柔道家。大韓民国・江原道出身。階級は60kg級。身長168cm。3段。

## 経歴
2009年のアジアジュニアでは55kg級で優勝を飾った。2011年にはユニバーシアードの60kg級で優勝した。続く世界選手権の準決勝では世界チャンピオンであるウズベキスタンのリショド・ソビロフと対戦して先に有効を取られるも、その後大内刈で一旦は一本勝ちが宣せられたものの、技ありに変更されるが逆転でリードすることになった。しかし、残り1秒で掬投で技ありを取り返されて、よもやの逆転負けを喫した。3位決定戦でもウクライナのゲオルグリー・ザンタラヤに釣腰で一本負けを喫して結局5位に終わった。2012年のグランドスラム・パリ決勝ではソビロフに開始早々の浮落で敗れて返り討ちにあった。ロンドンオリンピックには同じく世界選手権5位の崔光賢との代表争いに敗れて出場できなかった。2013年4月のアジア選手権決勝では日本の山本浩史に内股で敗れた。7月のユニバーシアードでは準決勝でロンドンオリンピック金メダリストであるロシアのアルセン・ガルスチャンの前に敗れて3位にとどまり2連覇はならなかった。8月の世界選手権では準決勝で日本の髙藤直寿に合技で敗れるも3位になった。11月のグランドスラム・東京決勝では髙藤に肩車で敗れた。2014年には世界選手権に出場せず、地元仁川で開催されたアジア大会に出場するものの、準々決勝で日本の志々目徹の前に敗れて3位にとどまった。2015年にはアジア選手権で優勝すると、地元光州で開催されたユニバーシアードで2大会ぶり2度目の優勝を飾った。世界選手権では準々決勝で志々目に指導2で敗れるが、その後の3位決定戦で昨年の世界チャンピオンであるモンゴルのガンバット・ボルドバータルを破って3位になった。2016年のリオデジャネイロオリンピックでは髙藤に敗れるなどして7位に終わった。オリンピック以来2年ぶりの国際大会出場となった2018年のグランドスラム・大阪では初戦で今まで一度も勝てなかった髙藤に反則勝ちするなどして3位になった。2021年のワールドマスターズでは優勝した。7月に日本武道館で開催された東京オリンピックでは準々決勝で元世界チャンピオンであるカザフスタンのエルドス・スメトフに敗れたが、敗者復活戦で元世界チャンピオンのジョージアのルフミ・チフビミアニに勝利して3位決定戦に進むも、再び敗れて結局メダルを獲得できなかった。2022年のアジア選手権では決勝で日本の永山竜樹に裏投げで敗れて2位にとどまった。2024年のパリオリンピックでは7位に終わった。
IJF世界ランキングは1406ポイント獲得で37位（2024年8月11日現在）。

## 主な戦績
- 2009年 - アジアジュニア 優勝（55kg級）
- 2010年 - 韓国ジュニア国際 優勝
- 2010年 - ワールドカップ・ローマ 2位
- 2010年 - ワールドカップ・スウォン 3位
- 2010年 - グランドスラム・東京 5位
- 2011年 - ユニバーシアード 優勝
- 2011年 - 世界選手権 5位
- 2011年 - グランプリ・アブダビ 5位
- 2011年 - グランドスラム・東京 5位
- 2012年 - グランドスラム・パリ 2位
- 2012年 - ワールドカップ・オーバーヴァルト 3位
- 2012年 - 東アジア選手権 2位
- 2012年 - ワールドカップ・ウランバートル 2位
- 2012年 - ワールドカップ・チェジュ 2位
- 2013年 - アジア選手権 2位
- 2013年 - ユニバーシアード 3位
- 2013年 - 世界選手権 3位
- 2013年 - 東アジア大会 優勝
- 2013年 - グランドスラム・東京 2位
- 2013年 - グランプリ・チェジュ 優勝
- 2014年 - アジア大会 3位
- 2014年 - グランプリ・チェジュ 優勝
- 2014年 - グランドスラム・東京 優勝
- 2015年 - グランプリ・デュッセルドルフ 2位
- 2015年 - アジア選手権 優勝
- 2015年 - ユニバーシアード 優勝
- 2015年 - 世界選手権 3位
- 2015年 - グランプリ・チェジュ 優勝
- 2015年 - グランドスラム・東京 3位
- 2016年 - グランドスラム・パリ 3位
- 2016年 - グランプリ・デュッセルドルフ 優勝
- 2016年 - ワールドマスターズ 3位
- 2016年 - リオデジャネイロオリンピック 7位
- 2018年 - グランドスラム・大阪 3位
- 2019年 - グランプリ・フフホト 優勝
- 2019年 - ミリタリーワールドゲームズ 優勝
- 2019年 - グランドスラム・大阪 3位
- 2020年 - グランプリ・テルアビブ 優勝
- 2020年 - グランドスラム・パリ 5位
- 2020年 - グランドスラム・デュッセルドルフ 3位
- 2021年 - ワールドマスターズ 優勝
- 2021年 - 東京オリンピック 5位
- 2022年 - グランプリ・ザグレブ 2位
- 2022年 - アジア選手権 2位
- 2023年 - グランドスラム・タシケント 優勝
- 2023年 - ワールドマスターズ 3位
- 2023年 - グランドスラム・バクー 3位
- 2023年 - グランドスラム・東京 7位
- 2024年 - パリオリンピック 7位
- 2024年 - パリオリンピック混合団体 3位

（出典、JudoInside.com）